# Hypocrea crassa
Hypocrea crassa är en svampart som beskrevs av P. Chaverri & Samuels 2003. Hypocrea crassa ingår i släktet svampdynor och familjen Hypocreaceae.   Inga underarter finns listade i Catalogue of Life.